# Quadrula metanevra
Quadrula metanevra är en musselart som först beskrevs av Rafinesque 1820.  Quadrula metanevra ingår i släktet Quadrula och familjen målarmusslor. Inga underarter finns listade i Catalogue of Life.